# Stipes pająków
Stipes, (l. mn. stipites) – element męskich narządów rozrodczych niektórych pająków.
Stipes definiowany jest jako dystalna cześć embolusa lub skleryt między embolusem a radix. Występuje wyłącznie u niektórych krzyżakowatych, u których niezależnie wyewoluował cztery razy.